# Кливлендский квартет
Кливлендский квартет (англ. Cleveland Quartet) — американский струнный квартет.
Был основан в 1969 г. и просуществовал до 1995 г. Дал более 2 500 концертов по всему миру. Много сотрудничал с ведущими современными композиторами: только в 1995 году квартетом были произведены премьерные исполнения произведений Освальдо Голихова и Джона Корильяно. В 1995 г. участники квартета решили распустить его, чтобы иметь возможность больше времени уделять преподаванию. Заработанные квартетом средства легли в основу премиального фонда Премии Кливлендского квартета, присуждаемой с тех пор лучшим струнным квартетам США.

## Состав квартета
Первая скрипка:
- Доналд Вейлерстейн (1969—1988)
- Уильям Прюсил (1988—1995)

Вторая скрипка:
- Питер Салафф (1969—1995)

Альт:
- Марта Стронгин-Кац (1969—1980)
- Атар Арад (1980—1987)
- Джеймс Данхем (1987—1995)

Виолончель:
- Пол Кац (1969—1995)